# 크레그 리디
크레그 리디(Craig Reedie, 본명: Sir Craig Collins Reedie GBE, 1941년 5월 6일 ~ )은 스코틀랜드 스포츠 행정관으로, 세계 반도핑 기구(World Anti-Doping Agency)의 전 회장, 영국 올림픽 협회(1992-2005)의 전 회장, 부회장 등으로 주목할 만한다. 국제 올림픽 위원회의 대표이기도 하다.